# Hermann Pallhuber
Hermann Pallhuber (Innsbruck, 9 februari 1967) is een Oostenrijks componist, muziekpedagoog, dirigent, pianist en trombonist. Voor bepaalde werken gebruikt hij het pseudoniem: John P. Alliston.

## Levensloop
Pallhuber kreeg op 10-jarige leeftijd zijn eerste muziekles voor piano en trombone. Hij studeerde orkestdirectie en piano aan het Vienna Conservatorium in Wenen en muziekopleiding, trombone en piano aan de Universität für Musik und Darstellende Kunst "Mozarteum" Salzburg alsook klassieke filologie aan de Universiteit Innsbruck. In 1993 behaalde hij zijn diploma's met onderscheiding voor muziekopleiding en Latijnse taal. Verder studeerde hij HaFa-directie en instrumentatie bij Maurice Hamers aan de Musikhochschule Nürnberg-Augsburg (Duitsland). In 2003 en 2004 studeerde hij compositie bij Franco Cesarini aan de Hochschule für Musik und Theater Zürich te Zürich. Vervolgens studeerde hij compositie bij Richard Heller aan het Leopold-Mozart-Zentrum te Augsburg. Hij naam ook aan cursussen bij Philip Wilby, Johan de Meij, Michael Antrobus en Ed de Boer deel.
Van 1995 tot 2004 was hij als leraar voor muziek en Latijnse taal aan het Bundesrealgymnasium (BRG) / Bundesoberstufenrealgymnasium (BORG) in Telfs werkzaam. Eveneens was hij docent aan de Pedagogische academie Tirol (PÄDAG) in Innsbruck. In 1999 werd hij dirigent van het kerkkoor in Telfs. Ook in 1999 werd hij dirigent van de Bundesmusikkapelle Weer en vervulde deze functie tot 2006. Eveneens 1999 tot 2006 was hij dirigent van de Musikkapelle Völs en korte tijd later van de Bürgermusik Brixen. Vanaf 2008 is hij zowel dirigent van de Speckbacher Stadtmusik Hall (tot november 2009) alsook van de Musikkapelle Fritzens.
In 2003 was hij oprichter en werd dirigent van het Sinfonisches Blasorchester Innsbruck-Land (SBOIL). In 2008 werd hij dirigent van de Bläserphilharmonie Tirol. Sinds 2007 is hij "Landeskapellmeister" in de "Tiroler Blasmusikverband (Blaasmuziekfederatie van de deelstaat Tirol)". Pallhuber is eveneens werkzaam als moderator en referent voor blaasmuziek en koormuziek in het studio Tirol van de ORF (Oostenrijkse openbare omroep). Hij is een veelgevraagd jurylid bij concertwedstrijden.
Sinds 2009 is hij docent voor HaFa-directie, instrumentatie en compositie aan de Staatliche Hochschule für Musik und Darstellende Kunst Stuttgart.
Als componist schrijft hij vooral werken voor blaasorkesten.

## Composities

### Werken voor harmonieorkest en brassband
- 2001 Luna et Sol, concertmars
- 2002 Vincit Semper Musica, concertmars
- 2003 Paneuropa, voor harmonieorkest
- 2003 Oenipons ("Innsbruck"), suite in 3 delen voor harmonieorkest (verplicht werk tijdens de concertwedstrijden van de ÖBV (Oostenrijkse landelijke blaasmuziekfederatie) in 2007 in de hoogste afdeling 
  1. Residenz
  2. Mythos
  3. Oenus
- 2004 Tanzer Festive, voor harmonieorkest
- 2004 Imperatori Austriae, voor harmonieorkest (Een compositieopdracht van Otto Habsburg-Lothringen)
- 2005 König Laurins Rosengarten, voor harmonieorkest
- 2006 Titan's Progress, voor brassband - première tijdens de "European Brass Band Championships 2007" in de Symphony Hall in Birmingham (verplicht werk tijdens de British Open Brass Band Championships 2009 in de Symphony Hall in Birmingham)[1][2][3][4]
- 2007 Oenipons, voor harmonieorkest
- 2008 A Swansea Suite, voor eufonium solo en brassband
- 2008 Stubai, suite in vijf delen voor harmonieorkest
- 2008 The Garden of Eden, voor harmonieorkest
- 2008 Flourish and Dance, voor harmonieorkest
- 2008 Vier Viertel, voor koperblazers
- 2009 Spirits of Puccini, voor brassband (première in mei 2009 tijdens de "European Brass Band Championships 2009" in Oostende door de Brass Band Oberösterreich o.l.v. Hannes Buchegger)[5]
- 2009 In the Heart of Europe, concertmars
- 2009 Concert, voor tuba en harmonieorkest
- 2009 Nikolaus Amhof - Wer die Freiheit und die Heimat liebt, voor harmonieorkest
- 2009 Johannes-Messe (Johannes-Mis), voor harmonieorkest
- Hymn For A Solemn Occasion, voor harmonieorkest

### Oratoria
- 2005 Christus, oratorium - première: tijdens de passiespelen in Thiersee

## Media
1. ↑  Titan's Progress door de Brass Band Leieland. Gearchiveerd op 10 april 2017.
2. ↑  Titan's Progress (1/2) door Eikanger-Bjørsvik brassband o.l.v. Nicolas Childs. Gearchiveerd op 10 april 2017.
3. ↑  Titan's Progress (2/2) door Eikanger-Bjørsvik brassband o.l.v. Nicolas Childs. Gearchiveerd op 10 april 2017.
4. ↑  Titan's Progress liveopname van 2007 in Birmingham door de Brass Band Oberösterreich
5. ↑  Spirits of Puccini liveopname van mei 2009 in Oostende van de Brass Band Oberösterreich o.l.v. Hannes Buchegger

- Gemeinsame Normdatei: 135179890
- International Standard Name Identifier: 0000 0003 7184 8829
- Système universitaire de documentation: 162303572
- Virtual International Authority File: 80013288
- WorldCat: E39PBJj8K6vXFCw98tTdHKrg8C